# 高田実
高田 実（たかた みのる、1871年5月8日（明治4年3月19日）- 1916年（大正5年）9月24日）は、日本の新派俳優である。

## 経歴・人物
東京の千住の生まれ。初めは鉄道の駅員を務めていたが、後に俳優に転向し芸能界入りし新派に属した。1892年（明治25年）、川上音二郎が創設した一座に入門し、初めて舞台に立つ。1896年（明治29年）には活動の場を大阪に移り、同派の俳優であった喜多村緑郎らと共に「成美団」を結成した事で、一躍有名となった。「角座」や「朝日座」等関西における新派を生み出した。
1904年（明治37年）に東京に戻った後は「本郷座」を創設し、同派の座長となる。高田の演技が特徴を持った事により、庶民からは「新派（新演劇）の團十郎」と呼ばれた。また同時期に活躍した喜多村、河合武雄、井上正夫らと共に新派における代表的な俳優の一人となった。墓所は台東区金嶺寺と大阪市実相寺にある。

## 主な出演作品
- 『日清戦争』- 1894年（明治27年）8月公演、李鴻章役[1][2]
- 『金色夜叉』- 荒尾譲介役
- 『不如帰』- 片岡中将役
- 『琵琶歌』- 三蔵役
- 『己が罪』- 作兵衛役

注：『日清戦争』以外の作品はすべて当たり役である。